# Chandigarh
Chandigarh (Hindi: चंडीगढ़, Panjabi: ਚੰਡੀਗੜ੍ਹ Caṇḍīgaṛh) ist eine Millionenstadt  und eine Municipal Corporation im Norden Indiens.
Die Stadt besitzt den Status eines eigenen Unionsterritoriums und ist zugleich die Hauptstadt der beiden indischen Bundesstaaten Punjab und Haryana, an deren Grenze sie liegt. Die Planstadt Chandigarh wurde nach der Teilung Indiens nach Plänen des schweizerisch-französischen Architekten Le Corbusier als neue Hauptstadt des indischen Teils des Punjab errichtet.
Auf der Grundlage der Volkszählung 2011 hat die Stadt Chandigarh rund 960.000 Einwohner; im gesamten Unionsterritorium leben knapp 1,05 Millionen Menschen. Zusammen mit den beiden Satellitenstädten Panchkula und Sahibzada Ajit Singh Nagar (ehemals Mohali) bildet Chandigarh einen Ballungsraum mit über 1,4 Millionen Einwohnern, die sogenannte „Chandigarh Tricity“. Hauptsprachen sind Hindi und Panjabi.

## Geografie

### Geografische Lage
Chandigarh liegt im Nordwesten Indiens am Fuß der Siwaliks, der Vorberge des Himalaya, auf einer Höhe von 321 Metern. Das Unionsterritorium Chandigarh umfasst eine Fläche von 114 Quadratkilometern. Es wird im Westen vom Bundesstaat Punjab (Distrikt Sahibzada Ajit Singh Nagar) und im Osten vom Bundesstaat Haryana (Distrikt Panchkula) umschlossen. Die Grenze zum Bundesstaat Himachal Pradesh ist nur rund 25 Kilometer entfernt. Die nächsten größeren Städte sind Ambala 50 Kilometer südlich, Ludhiana 100 Kilometer westlich und Shimla 125 Kilometer nordöstlich. Nach Delhi sind es rund 260 Kilometer.
Zu den Vorstädten zählt Zirakpur.

### Klima
Chandigarh hat ein subtropisches bis kontinentales Klima mit durch den Monsun bedingtem jahreszeitlichem Wechsel.
|                       | Jan  | Feb  | Mär  | Apr  | Mai  | Jun   | Jul   | Aug   | Sep   | Okt  | Nov  | Dez  |   |         |
| Mittl. Tagesmax. (°C) | 20,4 | 23,1 | 28,5 | 34,5 | 38,3 | 38,6  | 34,0  | 32,8  | 33,1  | 31,8 | 27,3 | 22,1 | ⌀ | 30,4    |
| Mittl. Tagesmin. (°C) | 6,1  | 8,3  | 13,4 | 18,9 | 23,2 | 25,4  | 24,0  | 23,3  | 21,8  | 17,0 | 10,5 | 6,7  | ⌀ | 16,6    |
|                       |      |      |      |      |      |       |       |       |       |      |      |      |   |         |
| Niederschlag (mm)     | 46,6 | 33,9 | 29,3 | 11,3 | 24,2 | 112,6 | 276,3 | 282,8 | 179,0 | 41,6 | 6,7  | 18,9 | Σ | 1.063,2 |
|                       |      |      |      |      |      |       |       |       |       |      |      |      |   |         |
| Regentage (d)         | 3,8  | 3,9  | 2,6  | 2,4  | 2,5  | 7,1   | 12,9  | 13,3  | 6,1   | 1,9  | 1,3  | 1,9  | Σ | 59,7    |

| 6,1 |

| 8,3 |

| 13,4 |

| 18,9 |

| 23,2 |

| 25,4 |

| 24,0 |

| 23,3 |

| 21,8 |

| 17,0 |

| 10,5 |

| 6,7 |

| 6,1 |

| 8,3 |

| 13,4 |

| 18,9 |

| 23,2 |

| 25,4 |

| 24,0 |

| 23,3 |

| 21,8 |

| 17,0 |

| 10,5 |

| 6,7 |

## Geschichte

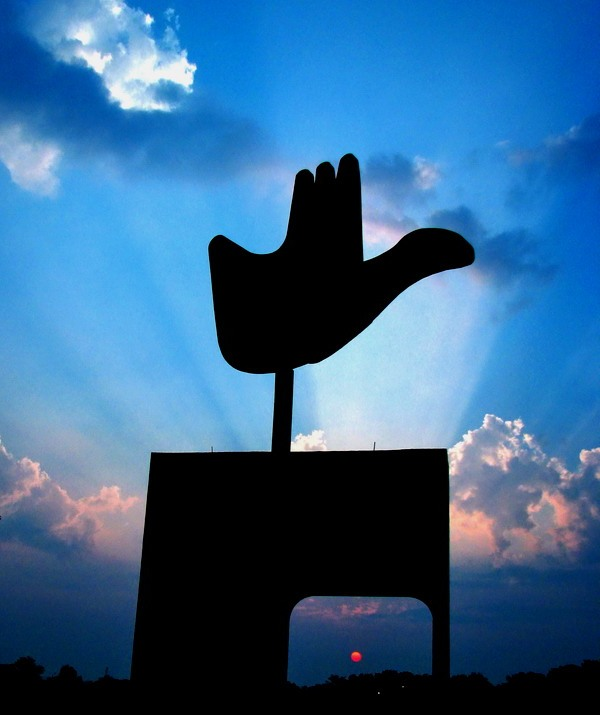
Le Corbusiers Open Hand Monument – Wahrzeichen Chandigarhs

Chandigarh ist eine Planstadt, die erst Mitte des 20. Jahrhunderts gegründet wurde. Im Sommer 1947 wurden Indien und Pakistan aus dem britischen Kolonialreich in die Selbständigkeit entlassen, was mit einer neuen Grenzziehung zwischen beiden Staaten verbunden war (siehe Teilung Indiens). Auch die Provinz Punjab wurde geteilt, wobei die Hauptstadt Lahore an Pakistan fiel. Daraufhin beschloss Indien die Errichtung eines neuen Regierungssitzes für den indischen Teil des Punjab. Als Standort wählte man ein Gelände in direkter Nachbarschaft zum Dorf Chandigarh, dessen Namen man auf die neue Stadt übertrug. Der Name leitet sich von der Göttin Chandi ab, der ein nahegelegener Tempel geweiht ist (garh bedeutet „Festung“).
Für die Errichtung einer neuen Hauptstadt wurden der amerikanische Städteplaner Albert Mayer und sein Partner, der Architekt Matthew Nowicki verpflichtet. Nachdem Nowicki im Jahr 1950 tödlich verunglückte, schied auch Mayer aus der Planung aus. Nachfolger für die Planung wurde auf besonderen Wunsch Jawaharlal Nehrus, des Ministerpräsidenten Indiens, der Schweizer Architekt Le Corbusier. Der Grundstein für Chandigarh wurde 1952 gelegt.
Im Jahr 1966 wurde der mehrheitlich von Hindus bewohnte südliche Teil des indischen Punjab als neuer Bundesstaat Haryana abgespalten, außerdem entstand im nördlichen Teil der Bundesstaat Himachal Pradesh. Chandigarh blieb gemeinsame Hauptstadt der Bundesstaaten Punjab und Haryana.

Der Status Chandigarhs blieb allerdings in den folgenden Jahrzehnten zum Teil umstritten. Nationalistische Sikh-Politiker der Akali Dal wollten die Stadt in den Bundesstaat Punjab eingliedern. Im Punjab-Abkommen vom 24. Juli 1985 zwischen Premierminister Rajiv Gandhi und dem Sikh-Führer und Präsidenten der Shiromani Akali Dal Harchand Singh Longowal wurde unter anderem die Angliederung Chandigarhs an den Punjab vereinbart. Diese kam jedoch nicht zustande, da die Übereinkunft nicht umgesetzt wurde.

## Bevölkerung

### Bevölkerungsstruktur

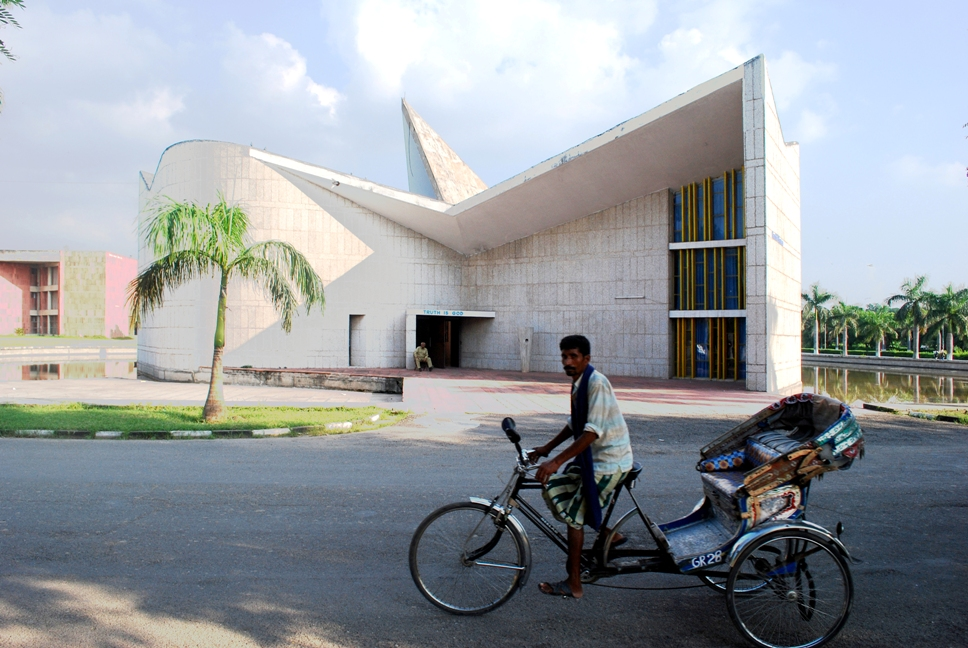
Fahrradrikschafahrer in Chandigarh

Nach der indischen Volkszählung 2011 hat die Stadt Chandigarh 960.787 Einwohner. Im Unionsterritorium Chandigarh, das nur wenig über die administrativen Grenzen der Stadt hinausgeht, leben 1.055.450 Menschen (alle folgenden Zahlen beziehen sich auf das gesamte Unionsterritorium). Die Bevölkerungsdichte Chandigarhs ist mit 9.258 Einwohnern pro Quadratkilometer hoch, aber typisch für eine indische Großstadt (zum Vergleich: Mumbai ca. 28.500 Ew./km², Delhi ca. 11.300 Ew./km², Berlin ca. 3.900 Ew./km²). Das Geschlechterverhältnis ist äußerst unausgeglichen: Auf 1.000 Männer kommen nur 818 Frauen (im Durchschnitt Indiens sind es 943). Der Männerüberschuss lässt sich nur bedingt durch die (meist männliche) Arbeitsmigration in die Großstadt Chandigarh erklären: Auch unter den bis zu 6-Jährigen kommen nur 880 Mädchen auf 1.000 Jungen (Gesamtindien: 919). 86 Prozent der Einwohner Chandigarhs können lesen und schreiben. Die Alphabetisierungsquote liegt damit deutlich über dem indischen Durchschnitt von 73 Prozent, aber nur wenig über dem Durchschnitt von 84 Prozent für die städtische Bevölkerung.
Die Agglomeration Chandigarh hat laut der Volkszählung 2011 eine Einwohnerzahl von 1.054.686. Dabei ist aber zu beachten, dass der indische Zensus Agglomerationen nicht über die Bundesstaatsgrenzen hinweg registriert. Tatsächlich bildet Chandigarh mit den direkt angrenzenden, aber zum Punjab bzw. zu Haryana gehörigen Städten Sahibzada Ajit Singh Nagar (ehemals Mohali) und Panchkula einen einheitlichen Ballungsraum, der als „Chandigarh Tricity“ (Tri-City analog zu Zwillingsstädten) bezeichnet wird. Gemeinsam hat die Agglomeration Chandigarh-Mohali-Panchkula über 1,4 Millionen Einwohner.

### Bevölkerungsentwicklung
Seit seiner Gründung hat Chandigarh ein enormes Bevölkerungswachstum erfahren. Im Jahr 1951 lebten im Gebiet Chandigarhs nur rund 24.000 Menschen. Innerhalb der nächsten zehn Jahre verfünffachte sich die Einwohnerzahl auf 120.000; bis zum Jahr 1971 verdoppelte sie sich dann noch einmal auf knapp 260.000. Seitdem setzt sich das Bevölkerungswachstum unvermindert fort: 1981 hatte Chandigarh ca. 450.000 Einwohner, 1991 waren es 640.000, 2001 dann 900.000 und 2011 hatte Chandigarh erstmals über eine Million Einwohner. Gleichwohl ist die Wachstumskurve deutlich abgeflacht: Zuletzt betrug das Bevölkerungswachstum nur noch 17 Prozent binnen zehn Jahren. Ein Grund dafür ist, dass das bereits dicht besiedelte Chandigarh immer weniger Platz für weiteres Wachstum bietet. Nach Le Corbusiers Plänen war die Stadt für nur 500.000 Einwohner vorgesehen.
| Jahr | Einwohner | ±       |
| ---- | --------- | ------- |
| 1951 | 24.261    |         |
| 1961 | 119.881   | + 394 % |
| 1971 | 257.251   | + 115 % |
| 1981 | 451.610   | + 76 %  |
| 1991 | 642.015   | + 42 %  |
| 2001 | 900.635   | + 40 %  |
| 2011 | 1.054.686 | + 17 %  |

### Sprachen
Die Bundesstaaten Punjab und Haryana, an deren Grenze die gemeinsame Hauptstadt Chandigarh liegt, wurden nach der Sprachgrenze zwischen dem Panjabi und dem Hindi gegründet. Daher sind in Chandigarh beide Sprachen verbreitet. Die Sprecher des Hindi stellen nach der Volkszählung 2001 mit 68 Prozent die Mehrheit, Panjabi-Sprecher machen eine Minderheit von 28 Prozent aus. Die restlichen vier Prozent entfallen auf übrige Sprachen. Englisch ist, wie in ganz Indien, als Bildungs- und Verkehrssprache verbreitet.
Im Alltag und in der Verwaltung dominiert in Chandigarh das Hindi, was unter den Panjabi-Sprechern bisweilen für Unmut sorgt. So verabschiedete das Parlament des Bundesstaats Punjab 2010 eine Resolution, in der es die Vernachlässigung des Panjabi in Chandigarh beklagte und forderte, das Panjabi zur „ersten Sprache“ Chandigarhs zu machen.

### Religionen
Die Mehrheit der Einwohner Chandigarhs sind Hindus. Nach der Volkszählung 2011 stellen sie 81 Prozent der Bevölkerung. Die Sikhs, die im benachbarten Bundesstaat Punjab die Mehrheit ausmachen, sind in Chandigarh mit einem Bevölkerungsanteil von 13 Prozent in der Minderheit. Nur eine kleine Minderheit stellen die Muslime mit knapp 5 Prozent der Bevölkerung.

## Sehenswürdigkeiten

### Architektur

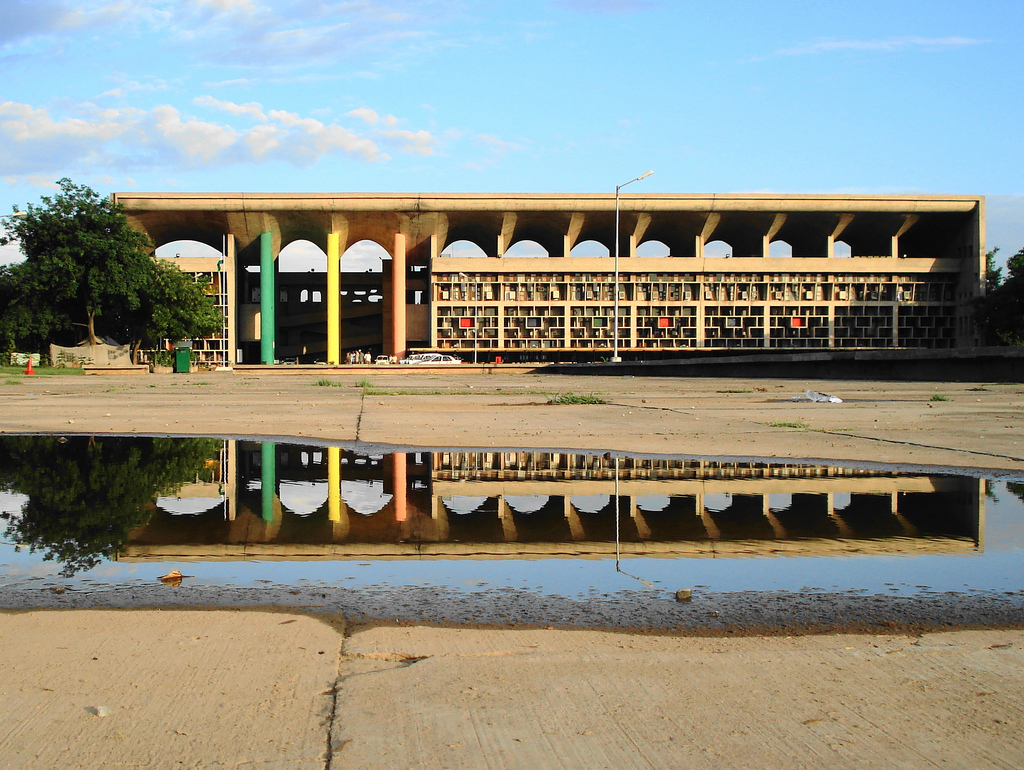
Das von Le Corbusier entworfene Gerichtsgebäude

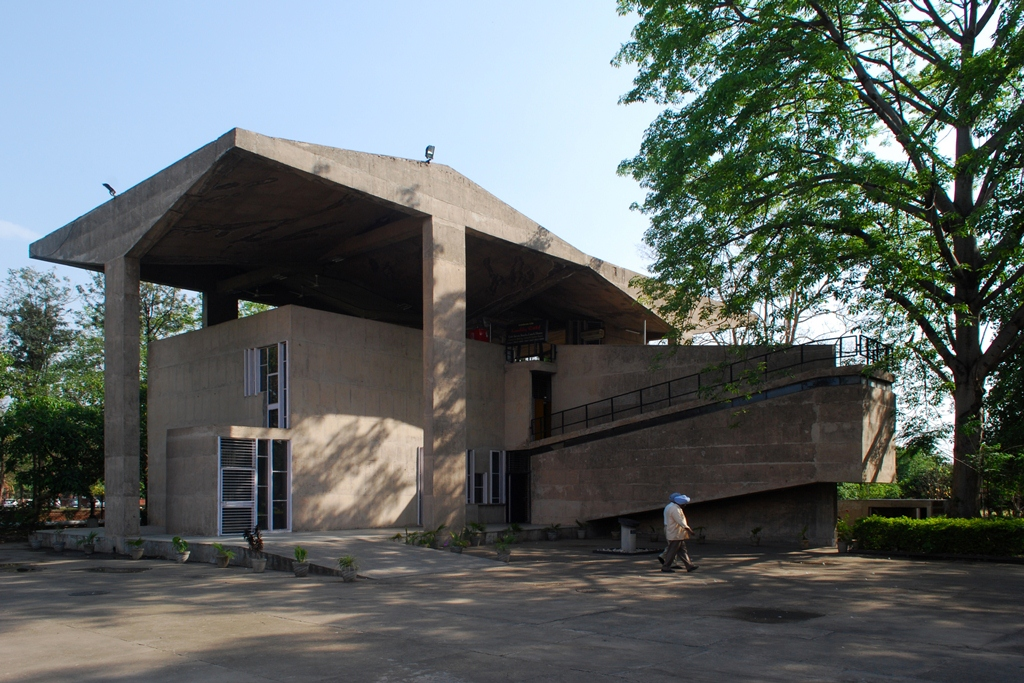
Architekturmuseum

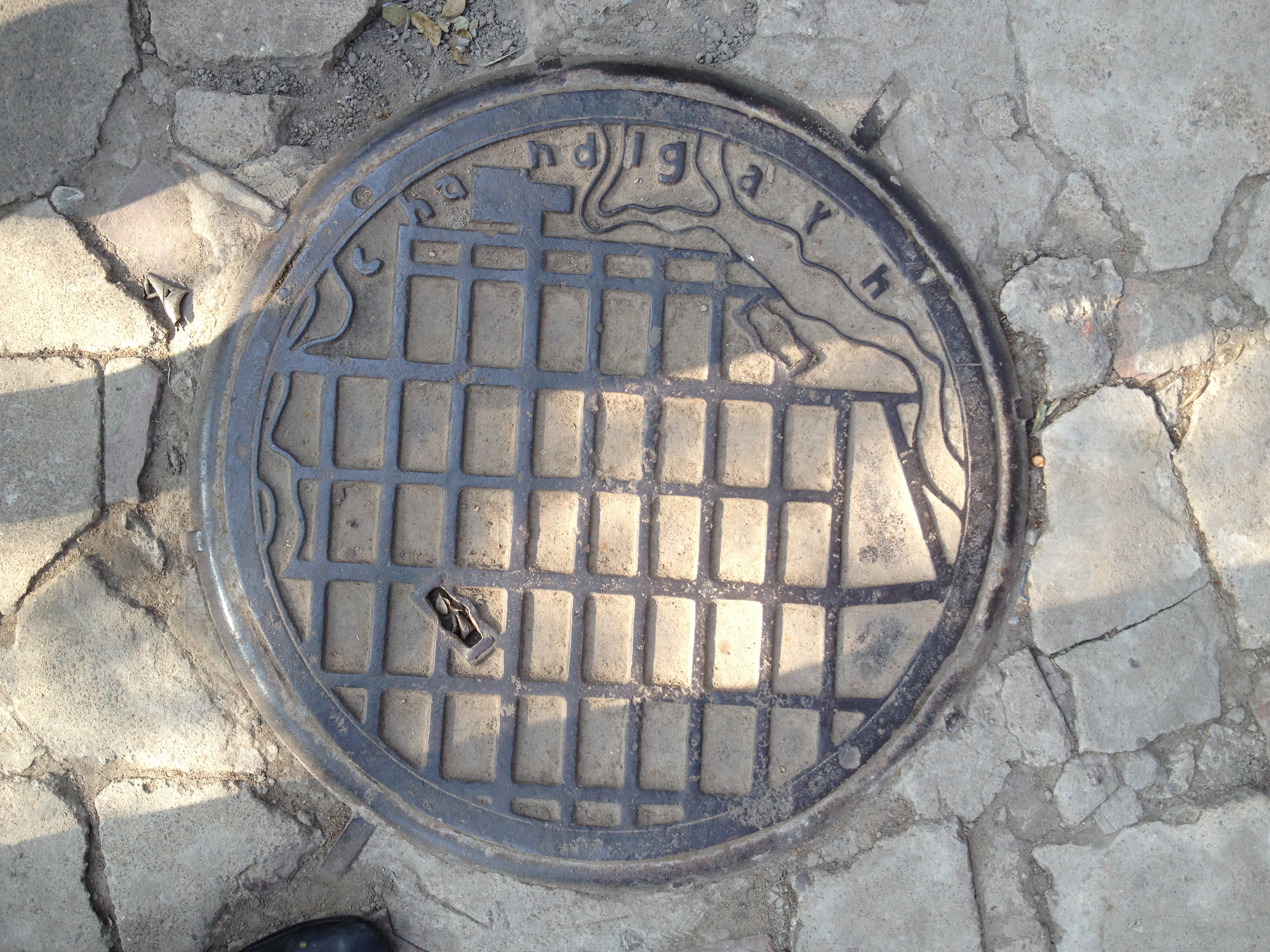
Kanaldeckel mit den Sektoren des Masterplans

Chandigarh ist in Sektoren aufgeteilt, Le Corbusier entflocht dabei die städtischen Funktionen zu entmischten Zonen. In diesen wird entweder gewohnt, verkauft oder gearbeitet. So ist z. B. Sektor 17 der Einkaufssektor, Sektor 35 Gastronomie- und Restaurantsektor. Gleichzeitig verfügt jeder Wohnsektor über Basiseinrichtungen wie Schule, Markt oder lokale Ärzte.
Der Bahnhof Chandigarhs liegt acht Kilometer außerhalb der Stadt. Die strenge Funktionenteilung im Innern der Stadt macht Chandigarh zur Stadt der langen Wege. Im Gegensatz zu vielen anderen indischen Städten, die unter täglichem Verkehrschaos und hoher Bevölkerungsdichte leiden, hat Le Corbusier solche Engpässe in der städtischen Infrastruktur durch großzügige Planung vermieden. Architektonisch ist Chandigarh in mehrfacher Hinsicht sehr auffällig. Die meisten Wohnbauten wurden von Le Corbusiers Cousin Pierre Jeanneret, dem britischen Architekten Maxwell Fry und seiner Frau Jane Drew sowie indischen Architekten wie M.N. Sharma und Aditya Prakash geplant. Die unterschiedlichen Wohnbauten, einige mit Blendgittern und Transennen (Gitterfenster oder Jalis) an den Fassaden, die in den feuchtheißen Sommern für Beschattung und Durchlüftung sorgen, geben der Stadt ein eigenes Flair. Viele Gebäude wurden jedoch schon mehrfach verändert.
Die monumentalen Regierungsbauten Le Corbusiers im Kapitol-Komplex in Chandigarh machen die Stadt zu einer Pilgerstätte für Architekten. Die in Sichtbeton ausgeführten Bauwerke liegen im Sektor 1, dem „Kopf“ der Stadt. Ursprünglich plante Le Corbusier vier Regierungsbauwerke: den Justizpalast, das Parlament, das Sekretariat (Ministeriengebäude) und den Gouverneurspalast. Letzterer wurde jedoch nicht realisiert. Neben dem künstlichen Plateau, auf dem die Regierungsbauten stehen, findet sich das 250 Meter lange Sekretariatsgebäude (Ministerien), ebenfalls ein Entwurf von Le Corbusier. Von weitem gesehen sind die Bauwerke immer noch beeindruckend, der Beton zeigt allerdings bereits starke Auflösungserscheinungen. Zu Ehren von Le Corbusier ist der Grundriss eines Viertels auf der ihm gewidmeten Schweizer 10-Franken-Note abgebildet (8. Serie von 1995 bis 2016).

### Museen
- Government Museum and Art Gallery, Sector 10, Architekt Le Corbusier
- Natural History Museum, Sector 10
- Architecture Museum, Sector 10
- Le Corbusier Centre, Sector 19, im ersten, bis 1965 genutzten und von Pierre Jeanneret entworfenen Planungsbüro. Der eingeschossige Pavillonbau war die Wirkungsstätte von Le Corbusier in Chandigarh.
- Pierre Jeanneret Museum, Sector 5

### Parks

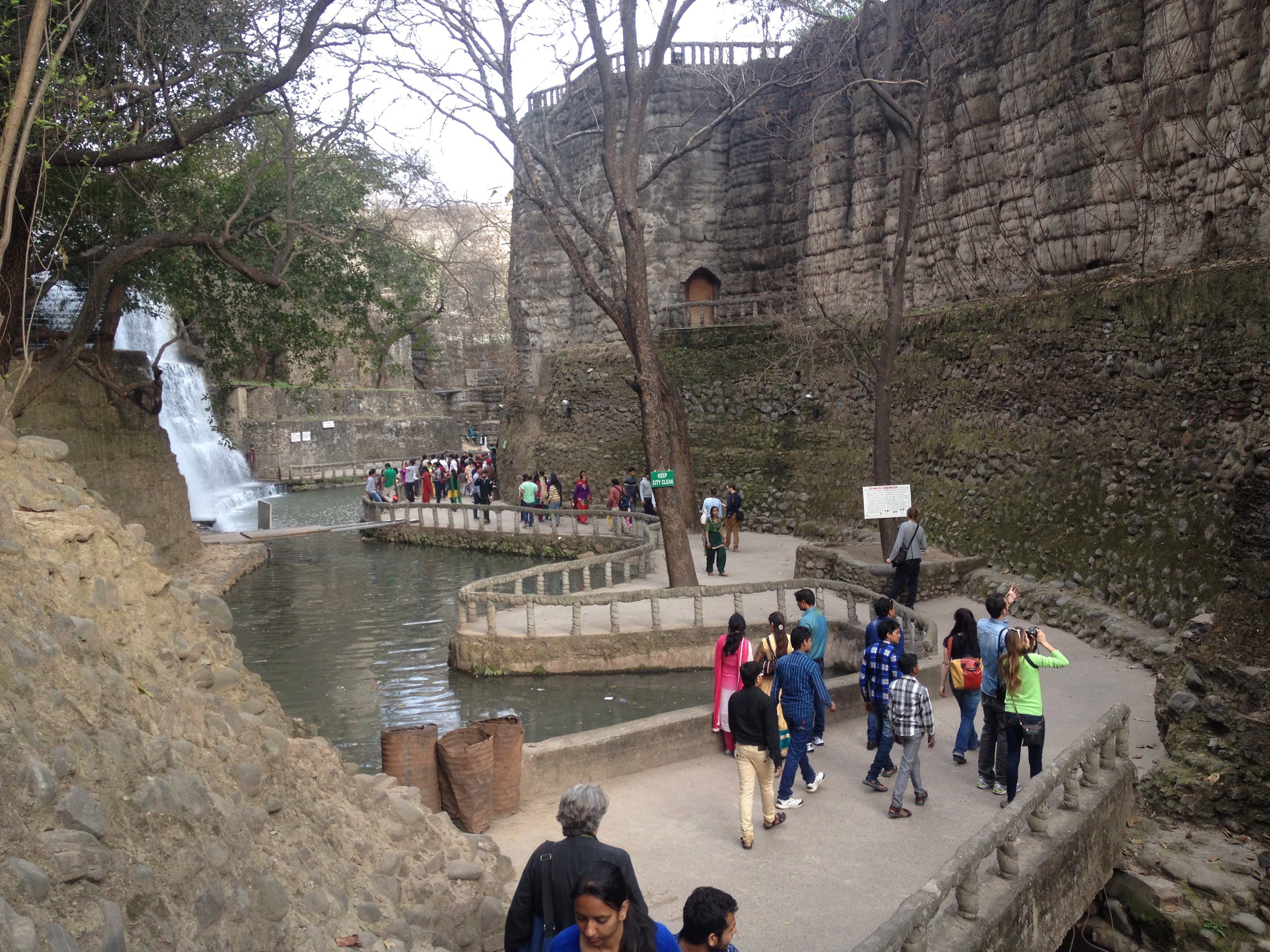
Rock Garden Erschließungsweg

Eine Sehenswürdigkeit besonderer Art ist das etwa 10 Hektar große Gartenkunstprojekt „Rock Garden“, seit Mitte der 1960er Jahre gestaltet von Nek Chand als eine Art Gegenwelt zur modernen Planstadt von Le Corbusier.

## Wirtschaft
Chandigarh ist der Geschäftssitz des Nutzfahrzeugherstellers SML Isuzu.

## Verkehr

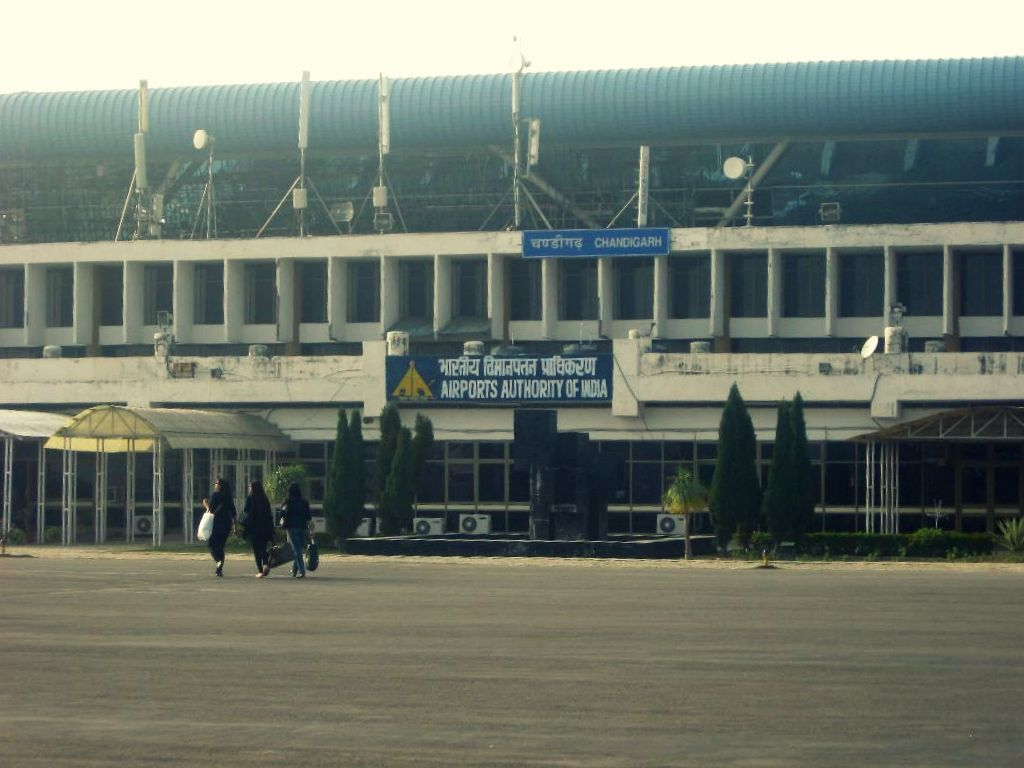
Der Flughafen Chandigarh

Der Individualverkehr hat in Chandigarh einen hohen Stellenwert. Der Autoverkehr in Chandigarh profitiert dabei im Vergleich zu anderen indischen Städten von den großzügig angelegten Verkehrsflächen. Der öffentliche Nahverkehr ist dagegen unterentwickelt. Das staatliche Unternehmen Chandigarh Transport Undertaking (CTU) betreibt Busverbindungen innerhalb Chandigarhs und in die Nachbarbundesstaaten. Es besitzt eine Flotte von über 500 Bussen, die täglich 217.000 Passagiere befördern. Fahrrad- oder Autorikschas stellen eine wichtige Ergänzung zum öffentlichen Nahverkehr dar.
Der Bau einer U-Bahn wurde 2017 verworfen. Diese sollte zwei Linien mit einer Gesamtlänge von 38 Kilometern (davon 14 Kilometer unterirdisch) erhalten und 2018 in Betrieb gehen.
Vom Bahnhof Chandigarh aus bestehen Zugverbindungen unter anderem nach Delhi, Mumbai, Kolkata, Indore, Amritsar und Jaipur. Nach Delhi verkehrt der Shatabdi Express. Außerdem besitzt Chandigarh einen eigenen Flughafen, den Flughafen Chandigarh. Es bestehen Flugverbindungen in verschiedene Städte Indiens.

## Bildung
Die PEC University of Technology wurde als Punjab Engineering College 1921 in Mughalpura, Punjab, gegründet und 1953 nach Chandigarh verlegt, wo sie 2009 Universitätsstatus erhielt. Sie ist neben der im Jahr der Teilung des Punjab 1947 gegründeten Punjab University, die aus der in Pakistan verbliebenen, 1882 in Lahore gegründeten University of the Punjab  hervorging, die zweite akademische Lehranstalt in Chandigarh.

## Sport
In Chandigarh befinden sich mit Punjab Cricket Association Stadium und Sector 16 Stadium zwei Test-Cricket-Stadien. In der Stadt bestreitet die Indische Cricket-Nationalmannschaft regelmäßig Heimspiele gegen andere Nationalmannschaften. Im Punjab Cricket Association Stadium fanden unter anderem Spiele beim Cricket World Cup 1987 statt, sowie im Punjab Cricket Association Stadium Partien beim  Cricket World Cup 1996 und Cricket World Cup 2011, der ICC Champions Trophy 2006, der ICC World Twenty20 2016 und der ICC Women’s World Twenty20 2016.

## Söhne und Töchter der Stadt
- G. S. Sachdev (1935–2018), Flötist und Musikpädagoge
- Kapil Dev (* 1959), Cricketspieler
- Neerja Bhanot (1962–1986), Flugbegleiterin und Model
- Sri Srinivasan (* 1967), indisch-US-amerikanischer Jurist
- Sabeer Bhatia (* 1968), indisch-US-amerikanischer Elektronikentwickler und Geschäftsmann
- Gauri Gill (* 1970), Fotografin
- Jeev Milkha Singh (* 1971), Profigolfer
- Harita Kaur Deol (1972–1996), Pilotin
- Gul Panag (* 1979), Schauspielerin, Schönheitskönigin und Synchronsprecherin
- Navneet Dhaliwal (* 1988), Cricketspieler
- Harinder Pal Sandhu (* 1988), Squashspieler
- Sanam Singh (* 1988), Tennisspieler
- Sandesh Jhingan (* 1993), Fußballspieler
- Taniya Bhatia (* 1997), Cricketspielerin
- Harleen Deol (* 1998), Cricketspielerin